# Кубок володарів кубків 1972—1973
Кубок володарів кубків 1972—1973 — 13-ий розіграш Кубка володарів кубків УЄФА, європейського клубного турніру для переможців національних кубків. 

## Учасники
| №п/п | Клуб                  | Турнір                                 |
| ---- | --------------------- | -------------------------------------- |
| 1    | «Лідс Юнайтед»        | Володар Кубка Англії 1971—1972         |
| 2    | «АДО Ден Гаг»         | Фіналіст Кубка Нідерландів 1971—1972   |
| 3    | «Мілан»               | Володар Кубка Італії 1971—1972         |
| 4    | «Шальке 04»           | Володар Кубка ФРН 1971—1972            |
| 5    | «Ференцварош»         | Володар Кубка Угорщини 1971—1972       |
| 6    | «Гіберніан»           | Фіналіст Кубка Шотландії 1971—1972     |
| 7    | «Карл Цейс»           | Володар Кубка НДР 1971—1972            |
| 8    | «Легія»               | Фіналіст Кубка Польщі 1971—1972        |
| 9    | «Спортінг»            | Фіналіст Кубка Португалії 1971—1972    |
| 10   | «Атлетіко»            | Володар Кубка Іспанії 1971—1972        |
| 11   | «Стандард»            | Фіналіст Кубка Бельгії 1971—1972       |
| 12   | «Рексем»              | Володар Кубка Уельсу 1971—1972         |
| 13   | «Спарта»              | Володар Кубка Чехословаччини 1971—1972 |
| 14   | «Хайдук»              | Володар Кубка Югославії 1971—1972      |
| 15   | «Спартак»             | Володар Кубка СРСР 1971                |
| 16   | «Рапід»               | Володар Кубка Румунії 1971—1972        |
| 17   | ПАОК                  | Володар Кубка Греції 1971—1972         |
| 18   | «Анкарагюджю»         | Володар Кубка Туреччини 1971—1972      |
| 19   | «Славія»              | Фіналіст Кубка Болгарії 1971—1972      |
| 20   | «Ландскруна»          | Володар Кубка Швеції 1971—1972         |
| 21   | «Рапід»               | Володар Кубка Австрії 1971—1972        |
| 22   | «Фремад Амагер»       | Фіналіст Кубка Данії 1971—1972         |
| 23   | «Бастія»              | Фіналіст Кубка Франції 1971—1972       |
| 24   | «Беса»                | Фіналіст Кубка Албанії 1971—1972       |
| 25   | «Цюрих»               | Володар Кубка Швейцарії 1971—1972      |
| 26   | «Фредрікстад»         | Фіналіст Кубка Норвегії 1971           |
| 27   | «Корк Гіберніанс»     | Володар Кубка Ірландії 1971—1972       |
| 28   | «Міккелін Паллоільят» | Володар Кубка Фінляндії 1971           |
| 29   | «Флоріана»            | Володар Кубка Мальти 1971—1972         |
| 30   | «Ред Бойз Діфферданж» | Володар Кубка Люксембургу 1971—1972    |
| 31   | «Вікінгур»            | Володар Кубка Ісландії 1971            |
| 32   | «Пезопорікос»         | Фіналіст Кубка Кіпру 1971—1972         |

## Перший раунд
| Команда 1            | Заг.    | Команда 2           | 1-й матч | 2-й матч |
| -------------------- | ------- | ------------------- | -------- | -------- |
| 10/13 вересня 1972   |         |                     |          |          |
| Пезопорікос          | 2:6     | Корк Гіберніанс     | 1:2      | 1:4      |
| 13/27 вересня 1972   |         |                     |          |          |
| Стандард (Льєж)      | 3:4     | Спарта (Прага)      | 1:0      | 2:4      |
| Спартак (Москва)     | 1:0     | АДО Ден Гаг         | 1:0      | 0:0      |
| Вікінгур (Рейк'явік) | 0:11    | Легія (Варшава)     | 0:2      | 0:9      |
| Анкарагюджю          | 1:2     | Лідс Юнайтед        | 1:1      | 0:1      |
| Хайдук (Спліт)       | 2:0     | Фредрікстад         | 1:0      | 1:0      |
| Рапід (Відень)       | 2:2 (ч) | ПАОК                | 0:0      | 2:2      |
| Цюрих                | 2:3     | Рексем              | 1:1      | 1:2      |
| Спортінг (Лісабон)   | 3:7     | Гіберніан           | 2:1      | 1:6      |
| Рапід (Бухарест)     | 3:1     | Ландскруна          | 3:0      | 0:1      |
| Фремад Амагер        | 1:1 (ч) | Беса (Кавая)        | 1:1      | 0:0      |
| Карл Цейс            | 8:4     | Міккелін Паллоільят | 6:1      | 2:3      |
| Ред Бойз Діфферданж  | 1:7     | Мілан               | 1:4      | 0:3      |
| 13/28 вересня 1972   |         |                     |          |          |
| Шальке 04            | 5:2     | Славія (Софія)      | 2:1      | 3:1      |
| 14/26 вересня 1972   |         |                     |          |          |
| Бастія               | 1:2     | Атлетіко (Мадрид)   | 0:0      | 1:2      |
| 20/27 вересня 1972   |         |                     |          |          |
| Флоріана             | 1:6     | Ференцварош         | 1:0      | 0:6      |

## Другий раунд
| Команда 1                  | Заг.    | Команда 2        | 1-й матч | 2-й матч |
| -------------------------- | ------- | ---------------- | -------- | -------- |
| 25 жовтня/8 листопада 1972 |         |                  |          |          |
| Рапід (Відень)             | 2:4     | Рапід (Бухарест) | 1:1      | 1:3      |
| Карл Цейс                  | 0:2     | Лідс Юнайтед     | 0:0      | 0:2      |
| Рексем                     | 3:3 (ч) | Хайдук (Спліт)   | 3:1      | 0:2      |
| Корк Гіберніанс            | 0:3     | Шальке 04        | 0:0      | 0:3      |
| Атлетіко (Мадрид)          | 5:5 (ч) | Спартак (Москва) | 3:4      | 2:1      |
| Гіберніан                  | 8:2     | Беса (Кавая)     | 7:1      | 1:1      |
| Ференцварош                | 3:4     | Спарта (Прага)   | 2:0      | 1:4      |
| Легія (Варшава)            | 2:3     | Мілан            | 1:1      | 1:2 дч   |

## 1/4 фіналу
| Команда 1         | Заг. | Команда 2        | 1-й матч | 2-й матч |
| ----------------- | ---- | ---------------- | -------- | -------- |
| 7/21 березня 1973 |      |                  |          |          |
| Лідс Юнайтед      | 8:1  | Рапід (Бухарест) | 5:0      | 3:1      |
| Гіберніан         | 4:5  | Хайдук (Спліт)   | 4:2      | 0:3      |
| Шальке 04         | 2:4  | Спарта (Прага)   | 2:1      | 0:3      |
| Спартак (Москва)  | 1:2  | Мілан            | 0:1      | 1:1      |

## 1/2 фіналу
| Команда 1         | Заг. | Команда 2      | 1-й матч | 2-й матч |
| ----------------- | ---- | -------------- | -------- | -------- |
| 11/25 квітня 1973 |      |                |          |          |
| Лідс Юнайтед      | 1:0  | Хайдук (Спліт) | 1:0      | 0:0      |
| Мілан             | 2:0  | Спарта (Прага) | 1:0      | 1:0      |

## Фінал
| 16 травня 1973 |

| Мілан       | 1:0 | Лідс Юнайтед |
| ----------- | --- | ------------ |
| К'яруджі 4' |     |              |

| Кафтанзогліо, Салоніки Глядачів: 40 154 Арбітр: Христос Міхас |

| Володар Кубка володарів кубків 1972—1973 |
| ---------------------------------------- |
| Італія                                   |
| Мілан 2-й титул                          |